# Cabra Girgentana

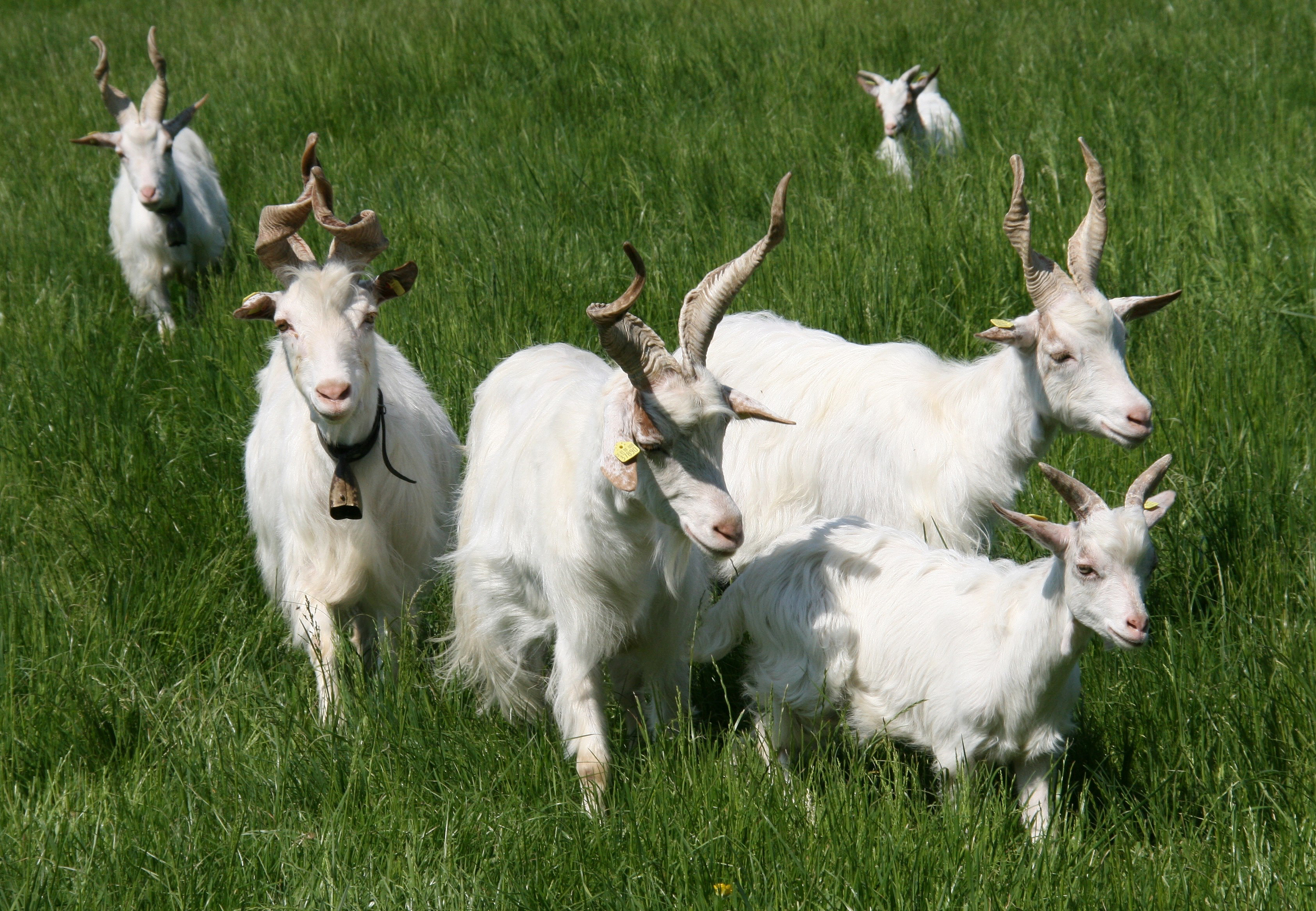
Rebaño de cabras Girgentana.

La cabra Girgentana es una raza de cabra que toma su nombre de la ciudad de Agrigento, en Sicilia (siciliano Girgenti). Antiguamente su número llegó a treinta mil ejemplares, estando en la actualidad en peligro de extinción.

## Origen
Se cree que los orígenes de esta raza provienen del centro-sur de Asia, especialmente de la región de Cachemira, al norte de Afganistán y Beluchistán. Se ha formulado la hipótesis de que esta especie es descendiente, al menos parcialmente de la especie Markhor, una especie de cabra-antílope.

## Características morfológicas
- Tamaño: medio

- Altura de la cruz: machos: 85 cm hembras: 80 cm.

- Peso: machos: 65 kg hembras: 50 kg.

- Color: Blanco, ocasionalmente marrón y con la cara manchada.

- Cornamenta: trenzada en forma de espiral o sacacorchos.